# Sant'Angelo in Theodice
Sant'Angelo in Theodice è una frazione di Cassino in provincia di Frosinone, nel Lazio Meridionale.

## Geografia fisica
Il centro storico, ricostruito nell'immediato dopoguerra, è situato nella piana cassinate, su di un colle costituito per lo più da tufo. A valle del colle su cui la frazione è collocata, scorre il fiume Gari.

## Storia
Casinum in epoca romana era attorniata da pagi; uno di questi, passando per le vicende medievali, è divenuto l'attuale località Sant'Angelo in Theodice.
Sant'Angelo in Theodice nacque effettivamente nel periodo dell'Alto medioevo, che vide diffondersi il fenomeno dell'incastellamento. Nella Terra di San Benedetto il fenomeno iniziò alla metà del X secolo, mentre nel periodo precedente il territorio era controllato tramite curtis, con abitato disperso ed una cella monastica con una piccola chiesa a cui faceva riferimento la popolazione.
L'abate di Montecassino Aligerno ricondusse i monaci benedettini nel 949 alla loro storica sede dopo che questi erano dovuti fuggire a Capua nell'883 a causa dell'espansione saracena e della distruzione della storica abbazia. Lo stesso abate Bertario fu decapitato dagli invasori. Seguirono per il cassinate quarant'anni di insicurezza e instabilità con le conseguenze dell'arretramento della superficie coltivata e della popolazione allo sbando. La vittoria, nell'agosto 915, della lega cristiana di papa Giovanni X nella battaglia del Garigliano segnò la ripresa da parte della nobiltà locale del controllo della Terra.
Queste premesse portano Aligerno a realizzare, senza chiedere autorizzazione all'imperatore o ai principi capuani, la rocca Janula, il castrum di Sant'Angelo in Theodice e la torre di San Giorgio a Liri. Nel 967 il principe di Capua Pandolfo I Capodiferro approvò tali fortificazioni ed autorizzò i benedettini a costruirne quante altre ne ritenessero necessarie per la tutela del loro territorio. Nel periodo che seguì il castrum, insediamento concentrato e fortificato sulle alture, divenne progressivamente l'elemento fondamentale di controllo e amministrazione del territorio.
Si è conservato un documento esemplare riguardante la fondazione di Sant'Angelo, primo castrum di Montecassino. In esso è riportato un contratto attestante che in località at Teudice, attorno alla chiesa di S. Michele Arcangelo, si stanziarono 34 famiglie; ogni famiglia ricevette una particella all'interno delle previste mura, su cui edificare, più una all'esterno, da coltivare; le famiglie dei coloni con i commenditi, i dipendenti, avevano diritto di residenza nel castrum e il dovere di conciare castellum sotto la guida dei magistri fabricatores inviati dall'Abate.
La storia di Sant'Angelo si lega strettamente a Cassino/San Germano. Sant'Angelo fu per lungo periodo anche comune autonomo, riaggregato a Cassino nel 1860 con decreto n°36 dell'11 luglio dell'allora Re delle Due Sicilie Francesco II; allora Cassino contava circa 8 000 abitanti, Sant'Angelo 3 000. Ai tempi, il comune confinava a nord con San Germano (oggi Cassino), ad est con Cervaro e San Vittore, a sud-est con Rocca d'Evandro, a sud con Sant'Apollinare e ad ovest con Pignataro Interamna.
Con la città ha condiviso anche i lutti, le violenze e le distruzioni, in particolare quando nella zona si attestò la linea difensiva tedesca detta Linea Gustav per bloccare l'avanzata degli alleati nella Seconda guerra mondiale; nell'area della cittadina si combatté dal 20 al 22 gennaio 1944 la cruenta battaglia del fiume Rapido, che si concluse con la sconfitta americana. Oggi con la città condivide soprattutto le ampie prospettive di crescita. La frazione, negli ultimi anni, va estendendosi sempre più con villette e case a schiera, diventando una vera e propria zona residenziale di Cassino.

## Infrastrutture e trasporti
La frazione è attraversata dalla strada provinciale 76 e dalla strada provinciale 271. 
I trasporti interurbani di Sant'Angelo in Theodice vengono svolti con autoservizi gestiti da Cotral.

## Sport
Ha sede nella località la società di calcio A.S.D. Real Theodicea, che ha disputato campionati dilettantistici regionali.

### Impianti sportivi
Nella frazione è ubicato un centro sportivo, in cui è presente, oltre al campo di calcio in terra battuta, un campo polivalente da tennis/calcetto in terra rossa, ed un'area attrezzata per il tiro con l'arco.